# Língua artificial a priori
Este é um artigo a respeito de línguas artificiais. Para "a priori" em epistemologia, ver a priori.
No âmbito das línguas artificiais, existem basicamente dois meios de se chegar a um vocabulário utilizável:
- Pode-se basear em línguas existentes e usá-las exclusivamente com variações mais ou menos sutis (por exemplo, Latino sine flexione), ou usar uma mistura de várias linguagens (por exemplo, Interlingua ou Esperanto); estas são chamadas línguas artificiais a posteriori.
- Alternativamente, o vocabulário pode ser construído inteiramente a partir do zero; estas são chamadas línguas artificiais a priori (por exemplo, Ro, Solresol ou Klingon).

Num sentido mais estrito, línguas artificiais a priori são aquelas que tentam categorizar seu vocabulário, seja para expressar um sistema filosófico subjacente ou para tornar mais fácil de memorizar um vocabulário completamente novo. A primeira letra ou sílaba de uma palavra pode expressar a classe (verbo, substantivo, predicado), enquanto a segunda pode servir para classificar a palavra no caso de ela estar se referindo a algo vivo, morto, artificial e assim por diante. Estas línguas são mais comumente conhecidas agora como línguas taxonômicas.
Embora teoricamente o significado de qualquer palavra possa ser deduzido somente do conhecimento das sílabas individuais, línguas taxonômicas tendem a ser bastante inconvenientes de usar, porque os esquemas de classificação inevitavelmente se tornam muito complexos (para não dizer "bagunçados"). Por exemplo, "maçã" pode ser descrita como "fruta vermelha". Mas, visto que provavelmente não há categoria para "fruta", o termo precisaria ser especificado como "alimento da árvore", ou algo assim. Em seguida, "árvore" provavelmente apareceria como "planta grande" e então, para dizer o mínimo, a palavra para "maçã" seria o equivalente de "sinônimo: alimento vermelho da planta grande". E isto ainda seria ambíguo, visto que cerejas também se encaixam na mesma descrição…